# Тараса Шевченка (Бериславський район)
Тараса Шевче́нка — село в Україні, у Бериславському районі Херсонської області. Населення становить 377 осіб.

## Населення

### Мовний склад
Рідна мова населення за даними перепису 2001 року:
| Мова       | Чисельність, осіб | Доля     |
| ---------- | ----------------- | -------- |
| Українська | 357               | 94,69 %  |
| Молдовська | 11                | 2,92 %   |
| Російська  | 9                 | 2,39 %   |
| Разом      | 377               | 100,00 % |